# Roseland (pel·lícula)
Roseland és una pel·lícula dels Estats Units dirigida per James Ivory, estrenada el 1977. Ha estat doblada al català.

## Argument
Tres històries independents ambientades en el famós saló de ball "Roseland" de Nova York. Totes tenen el mateix argument: trobar la parella de ball perfecta.

## Repartiment
Segment The Waltz
- Teresa Wright: May
- Lou Jacobi: Stan
- Don De Natale: Master of Ceremonies
- Louise Kirtland: Ruby
- Hetty Galen: Red-Haired Lady

Segment The Hustle
- Geraldine Chaplin: Marilyn
- Helen Gallagher: Cleo
- Joan Copeland: Pauline
- Christopher Walken: Russel
- Conrad Janis: George

Segment The Peabody
- Lilia Skala: Rosa
- David Thomas: Arthur
- Edward Kogan: Bartender
- Madeline Lee: Camille

## Nominacions
- 1978: Globus d'Or a la millor actriu secundària per Lilia Skala